# Abra intesi
Abra intesi is een tweekleppigensoort uit de familie van de Semelidae. De wetenschappelijke naam van de soort werd in 1995 gepubliceerd door Cosel.